# باز تیمین

باز تیمین
در گروه پیریمیدین قرار دارد. تنها در DNA وجود دارد و در RNA به ندرت دیده می‌شود. از طریق نیتروژن شمارهٔ ۱ خود به کربن شماره ۱ قند متصل می‌شود. این باز نسبت به محیط اسیدی بسیار مقاوم تر از انواع پورین است. جذب نوری پایین‌تری هم نسبت به آن‌ها دارد. در این باز صورت بندی آنتی به علت کاهش ممانعت فضایی ارجحیت بیشتری دارد. جایگاه ۲٬۴و۶ این باز دچار فقر الکترون بوده و بنابراین قادر است با واکنشگرهای هسته دوست واکنش دهد.
| ویژگی‌ها       |                         |
| ------------- | ----------------------- |
| فرمول شیمیایی | C5H6N2O2                |
| جرم مولکولی   | ۱۱/۱۲۶گرم بر مول        |
| چگالی         | ۲۳/۱گرم بر سانتیمترمکعب |
| نقطه ذوب      | ۳۱۷–۳۱۶درجه سانتیگراد   |